# Глодове
Гло́дове — село в Україні, у Бердянському районі Запорізької області. Населення становить 85 осіб. Орган місцевого самоврядування - Берестівська сільська громада.

## Географія
Село Глодове знаходиться на правому березі річки Берда, вище за течією на відстані в 2,5 км розташоване село Калайтанівка, нижче за течією на відстані 0,5 км розташоване село Троїцьке, на протилежному березі — село Новосолдатське. По селу протікає пересихаючий струмок з загатою.

## Історія
- 1836 — дата заснування.